# Discographie de Damien Saez
La discographie de Damien Saez est la liste des enregistrements des œuvres de l'auteur-compositeur-interprète français Damien Saez. Cette discographie est composée de 13 albums studio, de 3 EP et un coffret collector. Sur ces 13 albums, 12 sont en français et un en anglais, sorti sous le nom d'artiste de Yellow Tricycle. Deux chansons sont entièrement chantées en espagnol. Elle se compose d'un quintuple album, un quadruple, 3 triples, un double et 7 albums simples, soit 249 morceaux d'albums différents et d'environ 66 de morceaux hors album (22 inédits studio, comme le célèbre « Fils de France » en 2002 et environ 44 inédits sur scène comme Embrasons-nous, lors des Victoires de la Musique 2009, dernière apparition télévisuelle de Damien Saez, 6 issus du maxi Katagena EP).
Le treizième album, Apocalypse, est dévoilé en streaming le 1er mars 2025 et officiellement au public le 28 mars 2025.
Quatre albums sont annoncés entre l'été 2022 et le printemps 2023. Il s'agit de Heaven's calling, un album chanté en anglais (le deuxième de la discographie après A lovers prayer en 2009), Amour à paraître à l'automne 2022 puis Mélancolie et La symphonie des Siècles, qui seront issus d'enregistrements sur scène à l'hiver 2022 puis au printemps 2023, à paraître en 2025. Heaven's calling ne sortira finalement pas tandis qu'Amour sera intégré au projet Apocalypse en 2025.
Le premier coffret collector de la discographie de l'artiste sort le 3 décembre 2021. Il s'agit du coffret en édition limitée du Manifeste, compilant les 9 disques parus lors du projet éponyme entre 2016 et 2019, accompagnés d'un livret de 160 pages contenant les textes des chansons.

## Albums Studio
Jusqu’en 2018, seul l’album Jours étranges a été édité en vinyle. Le 9 novembre 2018, les quatre albums J’accuse, Varsovie, L’Alhambra et Paris sortent séparément en vinyles, respectivement 8 ans et 10 ans après leur sortie CD. Messina et Miami sortent en juin 2019. Debbie sort quant à lui le 22 novembre 2019.
| Album                         | Date de sortie    | Format    | Nombre de disques         | Meilleur classement  | Meilleur classement    | Meilleur classement  | Exemplaires vendus | Certification en France |
| Album                         | Date de sortie    | Format    | Nombre de disques         | Drapeau de la France | Drapeau de la Belgique | Drapeau de la Suisse | Exemplaires vendus | Certification en France |
| ----------------------------- | ----------------- | --------- | ------------------------- | -------------------- | ---------------------- | -------------------- | ------------------ | ----------------------- |
| Jours étranges                | 26 octobre 1999   | CD/Vinyle | simple album              | 22                   | -                      | -                    | 250 000            | Double disque d'or      |
| God blesse                    | 26 mars 2002      | CD/Vinyle | double album              | 10                   | 26                     | 52                   | 120 000            | Disque d'or             |
| Debbie                        | 31 août 2004      | CD/Vinyle | simple album              | 2                    | 4                      | 30                   | 100 000            | Disque d'or             |
| Varsovie - L'Alhambra - Paris | 21 avril 2008     | CD/Vinyle | triple album              | 3                    | 13                     | 45                   | 85 000             | Disque d'or             |
| A lovers prayer               | 16 mars 2009      | CD        | simple album (en anglais) | 9                    | 20                     | -                    | 20 000             |                         |
| J'accuse                      | 29 mars 2010      | CD/Vinyle | simple album              | 3                    | 7                      | 25                   | 150 000            | Disque platine          |
| Messina                       | 17 septembre 2012 | CD/Vinyle | triple album              | 2                    | 2                      | 24                   | 70 000             | Disque d'or             |
| Miami                         | 18 mars 2013      | CD/Vinyle | simple album              | 4                    | 14                     | 26                   | 45 000             |                         |
| L'oiseau liberté              | 9 décembre 2016   | CD        | simple album              | 9                    | 41                     | 30                   | 55 000             | Disque d'or             |
| Lulu                          | 10 mars 2017      | CD        | triple album              | 3                    | 12                     | 34                   | 50 000             | Disque d’or             |
| #humanité                     | 30 novembre 2018  | CD        | simple album              | 10                   | 56                     | 26                   | 32 000             |                         |
| Ni Dieu ni maître             | 22 novembre 2019  | CD        | quadruple album           | 8                    | -                      | -                    | 50 000             | Disque d’or             |
| Apocalypse                    | 28 mars 2025      | Numérique | quintuple multiple        |                      |                        |                      |                    |                         |
| Mélancolie                    | courant 2025      | CD/Vinyle | double album              |                      |                        |                      |                    |                         |
| La symphonie des siècles      | courant 2025      | CD/Vinyle | double album              |                      |                        |                      |                    |                         |

## Morceaux hors albums

### Inédites Studio
| Décennie    | Année | Morceau                              | Description |
| ----------- | ----- | ------------------------------------ | --- |
| Années 1990 | 1996  | Roméo et Juliette                    | |
| Années 1990 | 1998  | Amandine I                           | Démo |
| Années 2000 | 2001  | La prière                            | piste 15 de l'album de reprises des chansons de Georges Brassens, Les Oiseaux de passage, reprises par divers artistes français                                                         |
| Années 2000 | 2000  | Ébauche n°2                          | Mise en musique du texte Femmes damnées - Delphine et Hippolyte de Charles Baudelaire dans Les Fleurs du mal, inclus sur le simple Sauver cette étoile                                  |
| Années 2000 | 2002  | A ton nom                            | Version alternative |
| Années 2000 | 2002  | Fils de France                       | Composée dès le 21 avril puis mise à disposition en libre téléchargement partiellement inspirée de Youth of the Nation de P.O.D.). Présente dans Poésie, Anthologie 1999-2024           |
| Années 2000 | 2004  | Sakura                               | Piste cachée à la fin du morceau Tu y crois, sur l'album Debbie. Il s'agit d'une réinterprétation d'un chant folklorique japonais                                                       |
| Années 2000 | 2007  | Jessie                               | |
| Années 2000 | 2009  | Police                               | Présente dans Poésie, Anthologie 1999-2024 |
| Années 2010 | 2016  | Culture Contre Culture (Thème)       | Morceau introductif au projet du Manifeste le 16 juin 2016 |
| Années 2010 | 2016  | C'est la guerre                      | Première piste du disque 2 de l'album L'oiseau liberté, Prélude à l'Acte II du Manifeste. Présente dans Poésie, Anthologie 1999-2024                                                    |
| Années 2010 | 2016  | La lutte (Thème)                     | Morceau instrumental publié sur l'application personnel de l'artiste Culture contre Culture                                                                                             |
| Années 2010 | 2017  | Château de brume                     | Inspirée d'un conte hongrois éponyme. Présente dans Poésie, Anthologie 1999-2024 |
| Années 2010 | 2017  | Premier Mai                          | Parue le 30 avril 2017, veille du premier mai |
| Années 2020 | 2020  | Le ciel en pleure encore             | Présente dans Poésie, Anthologie 1999-2024 |
| Années 2020 | 2020  | Post Humanity                        | Morceau instrumental inspiré de la pandémie du Covid-19 et le "monde d'après" |
| Années 2020 | 2022  | Enlève ton masque                    | En duo avec Ana Moreau au chant, sur le port du masque et le Covid-19. Présente dans Poésie, Anthologie 1999-2024                                                                       |
| Années 2020 | 2022  | La chanson du vieux réac             | Chanson antivax de l'artiste, présente dans Poésie, Anthologie 1999-2024 |
| Années 2020 | 2022  | Plage Abandonnée                     | Présente dans Poésie, Anthologie 1999-2024 |
| Années 2020 | 2022  | Mars song                            | Premier morceau issu du projet parallèle Songs from a year, compilation de l'artiste formée par la publication à raison d'un morceau par mois sur l'application Culture contre Culture. |
| Années 2020 | 2022  | Writings on the wall (naked version) | Morceau d’avril du projet Songs from a year (parue le premier mai 2022), deuxième après Mars song.                                                                                      |
| Années 2020 | 2024  | Les animaouh                         | Chanson de Noël 2024 |

### Inédites Live
(liste non exhaustive des morceaux inédits de Saez joués en concert n'ayant jamais été enregistrés en studio, à compléter)
| Décennie    | Année | Morceau                                             | Description |
| ----------- | ----- | --------------------------------------------------- | --- |
| Années 2000 | 2000  | Juste un gamin                                      | |
| Années 2000 | 2000  | Frères                                              | |
| Années 2000 | 2000  | Se traîner                                          | |
| Années 2000 | 2000  | Blackskirt                                          | Présente dans Poésie, Anthologie 1999-2024 |
| Années 2000 | 2000  | Promises                                            | |
| Années 2000 | 2001  | Drapeaux blancs                                     | |
| Années 2000 | 2002  | Il y a ton sourire                                  | Présente dans Poésie, Anthologie 1999-2024 |
| Années 2000 | 2002  | Défoncé, défonce-moi                                | Présente dans Poésie, Anthologie 1999-2024 |
| Années 2000 | 2002  | A bout de souffle                                   | |
| Années 2000 | 2002  | Jungle                                              | |
| Années 2000 | 2003  | C'est le chant                                      | Présente dans Poésie, Anthologie 1999-2024 |
| Années 2000 | 2005  | Tu es ma lumière                                    | |
| Années 2000 | 2005  | CNN                                                 | |
| Années 2000 | 2005  | Seul au milieu de tous                              | Présente dans Poésie, Anthologie 1999-2024 |
| Années 2000 | 2005  | Countdown                                           | |
| Années 2000 | 2005  | Des foudres                                         | Présente dans Poésie, Anthologie 1999-2024 |
| Années 2000 | 2005  | Mélancolie, renommée depuis "L'amour s'en est venu" | Chanson ayant inspiré l'arrangement instrumental Thème de l'adieu du triple album Lulu. Présente dans Poésie, Anthologie 1999-2024 |
| Années 2000 | 2005  | New York ou Varsovie                                | |
| Années 2000 | 2005  | Chanson du whisky                                   | |
| Années 2000 | 2007  | Drive me                                            | Lors d'un concert au Bataclan en juin 2007, majoritairement composés de morceaux inédits chantés en anglais |
| Années 2000 | 2007  | Julie                                               | Lors d'un concert au Bataclan en juin 2007, majoritairement composés de morceaux inédits chantés en anglais |
| Années 2000 | 2007  | Out of the reach                                    | Lors d'un concert au Bataclan en juin 2007, majoritairement composés de morceaux inédits chantés en anglais |
| Années 2000 | 2007  | Walk with the devil                                 | Lors d'un concert au Bataclan en juin 2007, majoritairement composés de morceaux inédits chantés en anglais |
| Années 2000 | 2007  | When you walk by                                    | Lors d'un concert au Bataclan en juin 2007, majoritairement composés de morceaux inédits chantés en anglais |
| Années 2000 | 2007  | Your way to heaven                                  | Lors d'un concert au Bataclan en juin 2007, majoritairement composés de morceaux inédits chantés en anglais |
| Années 2000 | 2008  | Qui suis-je, d'où je viens ?                        | Présente dans Poésie, Anthologie 1999-2024 |
| Années 2000 | 2009  | Embrasons-nous                                      | Morceau inédit interprétée aux Victoires de la musique 2009, écrit spécifiquement pour l'occasion et joué une seule fois lors de cette soirée. Il s'agit de la dernière performance scénique télévisuelle de Saez. Présente dans Poésie, Anthologie 1999-2024 |
| Années 2010 | 2013  | La lutte                                            | Présente dans Poésie, Anthologie 1999-2024 |
| Années 2010 | 2013  | Elle était profonde                                 | Présente dans Poésie, Anthologie 1999-2024 |
| Années 2010 | 2013  | Au bar-tabac du populaire                           | Présente dans Poésie, Anthologie 1999-2024 |
| Années 2010 | 2013  | Les Anarchitectures II                              | Présente dans Poésie, Anthologie 1999-2024 |
| Années 2010 | 2013  | On se désire / Quai de Seine                        | Présente dans Poésie, Anthologie 1999-2024 |
| Années 2010 | 2017  | Lettre à politique                                  | Présente dans Poésie, Anthologie 1999-2024 |
| Années 2010 | 2019  | Colosseum                                           | Présente dans Poésie, Anthologie 1999-2024 |
| Années 2020 | 2024  | Quand ils disent / Non merci patron                 | Interprétée aux Francofolies de la Rochelle en juillet 2024 |
| Années 2020 | 2025  | Amour Détresse                                      | Interprétées lors de la Tournée Apocalypse en mars 2025 |
| Années 2020 | 2025  | Marginal                                            | Interprétées lors de la Tournée Apocalypse en mars 2025 |
| Années 2020 | 2025  | Urticaire                                           | Interprétées lors de la Tournée Apocalypse en mars 2025 |

### Reprises
- 2000 : Can't Help Falling in Love d'Elvis Presley (interprétée en public uniquement)
- 2001 : La prière de Georges Brassens (sur l'album hommage Les Oiseaux de passage)

## Singles commerciaux
| Année | Single                     | Description                                                                                                 |
| ----- | -------------------------- | --- |
| 2000  | Jeune et con               | single 2 titres [Jeune et con (edit) et Jours étranges (alternative mix/Ron St-Germain)]                    |
| 2000  | Jeune et con (maxi)        | édition limitée 4 titres [Jeune et con (edit & acoustique), Amandine II et Jours étranges (remix)]          |
| 2000  | Sauver cette étoile        | single 2 titres [Sauver cette étoile (radio & live)]                                                        |
| 2000  | Sauver cette étoile (maxi) | édition limitée 4 titres [Sauver cette étoile (radio & live), Amandine II (live) et Ébauche no 2            |
| 2002  | Sexe / Solution            | single 4 titres [Sexe (radio), Solution (radio), Light the Way et le clip censuré de Sexe sur plage CD-ROM] |
| 2002  | Sexe Remixes (maxi CD)     | édition limitée 5 titres [Version album de Sexe + 4 remix, dont 2 exclusifs à la version maxi CD]           |
| 2002  | Sexe Remixes (vinyle)      | édition limitée 5 titres [Version album de Sexe + 4 remix, dont 2 exclusifs à la version vinyle]            |

## Songs from a year
Entre mars 2022 et mars 2023, Saez publie un morceau inédit par mois sur son application mobile Culture Contre Culture en les regroupant sous la forme d'une compilation intitulée Songs from a year. Le premier morceau, Mars song, publié le 31 mars 2022, est un morceau instrumental de musique ambiant. Le second, Writings on the wall, publié le 1er mai, est une chanson interprétée en anglais. Il s'agit du premier morceau interprété en anglais depuis la sortie de l'album A lovers prayer en 2009.
Liste des pistes :
1. Mars song
2. Writings on the wall (naked version)

## Singles radio & Internet
Depuis 2012, Saez n'a plus sorti aucun single radio.
| Année                    | Single                      | Album                            | Description                                                                                |
| ------------------------ | --------------------------- | -------------------------------- | ------------------------------------------------------------------------------------------ |
| 1999                     | Jeune et con                | Jours étranges                   | single radio                                                                               |
| 2000                     | Jours étranges (remix)      | Jours étranges                   | single radio                                                                               |
| 2000                     | Sauver cette étoile         | Jours étranges                   | single radio                                                                               |
| 2001                     | J'veux m'en aller           | Jours étranges                   | single radio                                                                               |
| 2002                     | Solution                    | God blesse                       | single radio                                                                               |
| 2002                     | Sexe                        | God blesse                       | single radio                                                                               |
| 2002                     | Fils de France              | God blesse                       | single radio, en écoute sur MySpace. À propos des élections présidentielles de 2002        |
| 2002                     | So Gorgeous                 | God blesse                       | single radio                                                                               |
| 2002                     | À ton nom (remix)           | God blesse                       | single radio                                                                               |
| 2004                     | Debbie                      | Debbie                           | single radio                                                                               |
| 2005                     | Marie ou Marilyn            | Debbie                           | single radio                                                                               |
| 2006                     | Jeune et con (live)         | Jours étranges                   | en écoute sur MySpace                                                                      |
| À bout de souffle (live) | inédit                      | en écoute sur MySpace            |                                                                                            |
| Céleste (live)           | Debbie                      | en écoute sur son MySpace        |                                                                                            |
| Killing the Lambs        | A lover's prayer            | en écoute sur yellowtricycle.com |                                                                                            |
| Numb                     | A lover's prayer            | en écoute sur yellowtricycle.com |                                                                                            |
| Jessie                   | A lover's prayer            | single Internet                  |                                                                                            |
| 2007                     | A lover's prayer            | Yellow Tricycle                  | en écoute sur MySpace (version longue) et sur yellowtricycle.com (version album)           |
| 2007                     | Jeunesse lève-toi           | Varsovie - L'Alhambra - Paris    | single radio (version courte), en écoute sur MySpace et sur jemarchenu.com (version album) |
| 2008                     | Au-delà du brouillard       | Varsovie - L'Alhambra - Paris    | en écoute sur jemarchenu.com                                                               |
| 2008                     | Que tout est noir           | Varsovie - L'Alhambra - Paris    | en écoute sur jemarchenu.com                                                               |
| 2008                     | On meurt de toi             | Varsovie - L'Alhambra - Paris    | en écoute sur jemarchenu.com                                                               |
| 2008                     | On a pas la thune           | Varsovie - L'Alhambra - Paris    | en écoute sur jemarchenu.com                                                               |
| 2008                     | Le Cavalier sans tête       | Varsovie - L'Alhambra - Paris    | single radio                                                                               |
| 2009                     | White Noise                 | A lover's prayer                 | en écoute sur yellowtricycle.com                                                           |
| 2009                     | Police                      | inédit                           | en écoute et en téléchargement sur Saez.mu                                                 |
| 2010                     | J'accuse                    | J'accuse                         | en écoute et en téléchargement sur Saez.mu                                                 |
| 2010                     | Ma petite couturière        | Messina                          | en téléchargement sur Saez.mu                                                              |
| 2010                     | Des P'tits Sous             | J'accuse                         | single radio                                                                               |
| 2012                     | Betty                       | Messina                          | en téléchargement sur Saez.mu                                                              |
| 2012                     | Les fils d'Artaud           | Messina                          | en téléchargement sur Saez.mu                                                              |
| 2012                     | Je suis un étranger         | Messina                          | single radio                                                                               |
| 2013                     | Miami                       | Miami                            | en téléchargement sur Saez.mu                                                              |
| 2016                     | Les enfants paradis         | L'oiseau Liberté                 |                                                                                            |
| 2016                     | Tous les gamins du monde    | L'oiseau Liberté                 |                                                                                            |
| 2016                     | Peuple Manifestant          | Lulu                             |                                                                                            |
| 2017                     | Mon Européenne              | Lulu                             |                                                                                            |
| 2017                     | Bonnie                      | Lulu                             |                                                                                            |
| 2017                     | Rue d'la soif               | Lulu                             |                                                                                            |
| 2017                     | Château de Brume            | inédits                          |                                                                                            |
| 2017                     | Premier Mai                 | inédits                          |                                                                                            |
| 2018                     | P'tite pute                 | #humanité                        |                                                                                            |
| 2018                     | La belle au bois            | #humanité                        |                                                                                            |
| 2018                     | S'ils ont eu raison de nous | Ni Dieu ni maître                |                                                                                            |
| 2019                     | Germaine                    | Ni Dieu ni maître                |                                                                                            |
| 2019                     | Mandela                     | Ni Dieu ni maître                |                                                                                            |
| 2019                     | Jojo                        | Ni Dieu ni maître                |                                                                                            |
| 2019                     | Manu dans l'cul             | Ni Dieu ni maître                |                                                                                            |
| 2022                     | Enlève ton masque           | inédits                          | Avec Ana Moreau au chant                                                                   |
| 2022                     | La chanson du vieux réac    | inédits                          |                                                                                            |
| 2022                     | Plage abandonnée            | inédits                          |                                                                                            |
| 2022                     | Ievguenia                   | Telegram                         |                                                                                            |
| 2024                     | Les animaouh                |                                  | Chanson de Noël avec Ana Moreau                                                            |

## Clips & DVD
Une édition limitée de l'album Debbie (2004) comprend un DVD avec 4 pistes (intitulées : La magie des rencontres, Séquence studio, Patrick West et J'hallucine). A date, il s'agit du seul contenu "vidéo" livré sur une œuvre physique de l'artiste. 
L'année indiquée devant chaque clip correspond à sa date de tournage.
- 1999 : Jeune et con
- 2000 : Sauver cette étoile
- 2002 : Solution
- 2002 : Sexe (non diffusé à la télévision)
- 2002 : Fils de France
- 2004 : Debbie (version TV)
- 2004 : Debbie (version Internet)
- 2005 : Marie ou Marilyn (non diffusé à la télévision)
- 2008 : Jeunesse lève-toi (version courte, diffusée à la télévision)
- 2008 : Jeunesse lève-toi (version longue, disponible sur Internet)
- 2008 : On a pas la thune
- 2011 : Les cours de lycées (Réalisé par Hugo Becker)
- 2020 : Ma vieille (Tableau performance de Tanguy Roland)
- 2022 : Enlève ton masque (Tableau performance de Tanguy Roland)
- 2022 : Plage abandonnée

## Participations
- 2001 : reprise de La Prière sur Les Oiseaux de passage, album-hommage à Georges Brassens
- 2002 : Sexe, bande originale du film Femme fatale réalisé par Brian de Palma